# Lamborghini 400 GT
O Lamborghini 400 GT foi o segundo grand tourer da Lamborghini, produzido entre 1966 e 1968. Era uma evolução do 350 GT, sendo equipado com um motor V12 de 3.9 litros.

## História

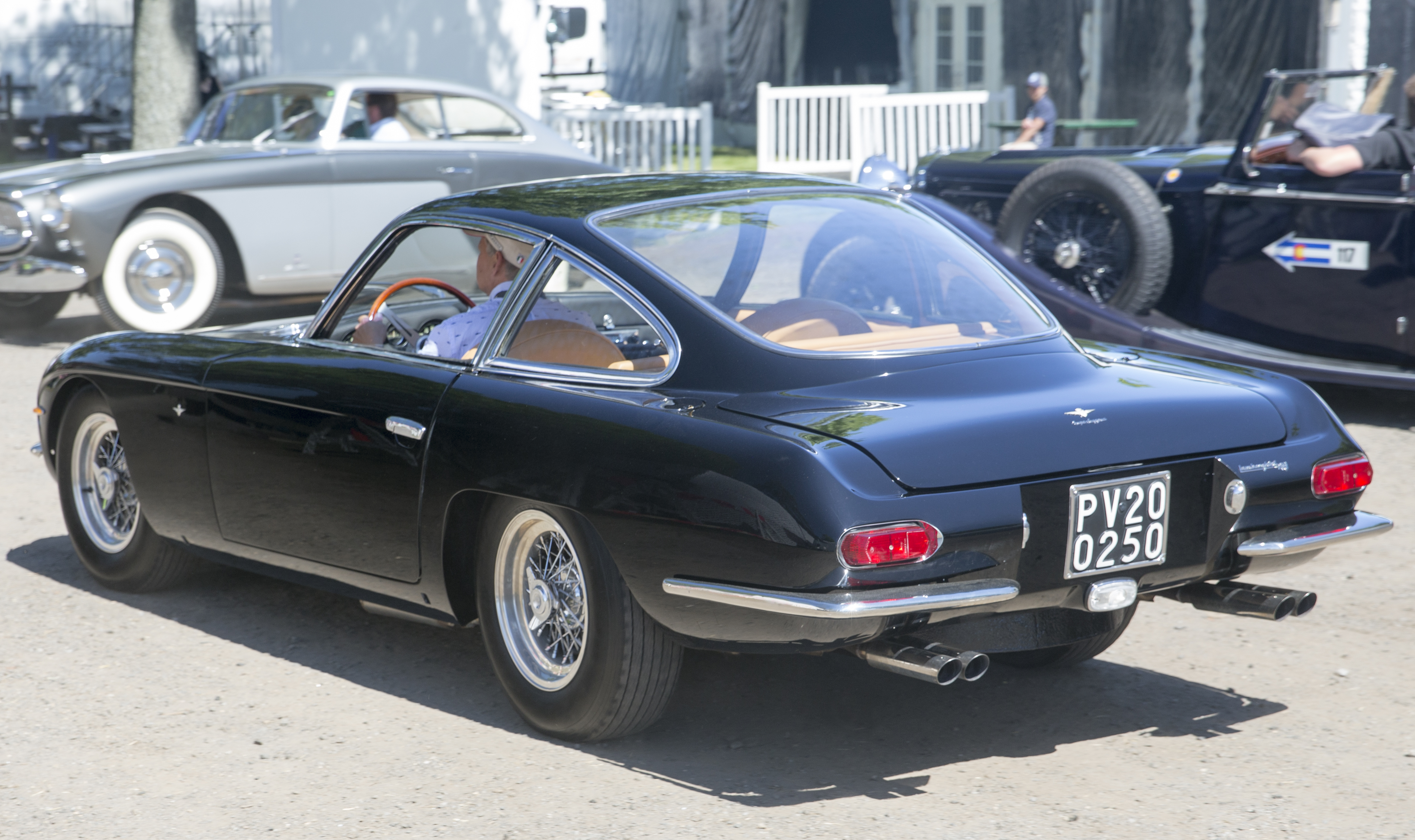
Lamborghini 400 GT Interim de 1966

O primeiro 400 GT era chamado simplesmente de 400 GT ou 400 GT Interim, sendo essencialmente um 350 GT equipado com uma versão maior do motor Lamborghini V12, com 3.9 litros (3,929 cc) e potência de 320 cv. Cerca de 23 unidades foram construídas do modelo original, sendo 3 feitas com carroceria de alumínio.
A segunda versão, chamada de 400 GT 2+2, foi apresentada no Salão de Genebra em março de 1966. Apresentava uma linha de teto diferente, janelas laterais maiores e vidro traseiro menor, e foram adicionados dois lugares traseiros (o tornando um cupê 2+2).
No total, 247 unidades foram produzidas entre 1966 e 1968, com 23 exemplares do 400 GT "Interim" e 224 do 400 GT 2+2, sendo substituído pelo Lamborghini Islero.